# ČSD-Baureihe M 495.0
Die Fahrzeuge der ČSD-Baureihe M 495.0 waren dieselmechanische Triebzüge der einstigen Tschechoslowakischen Staatsbahnen (ČSD) für den hochwertigen Fernreiseverkehr. Als Expresszug „Vindobona“ kamen die Züge auch in die DDR und nach Österreich.

## Geschichte
Nach dem Zweiten Weltkrieg hatten die ČSD Bedarf an mehrteiligen, komfortablen Schnelltriebwagen, den die einheimische Industrie mangels eigener Angebote nicht decken konnte. Zu jener Zeit besaßen die ČSD für den hochwertigen Fernverkehr nur die beiden Triebwagen der Reihe M 290.0 und den M 260.001. Dazu kamen sechs Einheiten der Bauart Hamburg, die infolge des Zweiten Weltkrieges von der Deutschen Reichsbahn in den Bestand der ČSD gelangt waren.
Die Budapester Firma Ganz & Co. stellte 1951 einen neu entwickelten dieselmechanischen Triebzug vor. Die ČSD kauften zwischen 1953 und 1957 sechs dreiteilige und vier vierteilige Triebzüge, die als Baureihe M 495.0 eingeordnet wurden. Ein weiterer Triebzug wurde 1955 in vierteiliger Ausführung als Regierungszug beschafft. Er erhielt die Nummer M 495.101. Baugleiche Züge erwarben auch die Deutsche Reichsbahn (DR) als DR-Baureihe VT 12.14 und die Ungarische Staatsbahn (MÁV) als Typ „Hargita“.
Eingesetzt wurden sie vorrangig auf den internationalen Schnelltriebwagenverbindungen (z. B. als Vindobona, Karlex oder Hungaria). Für den Einsatz auf den steigungsreichen Strecken in der Tschechoslowakei erwies sich allerdings die Motorleistung als zu gering, ein vierteiliger Zug konnte auf 16 ‰ nur noch mit 46 km/h verkehren. Auf den meisten Strecken verkehrten die Züge deshalb nur dreiteilig, was wiederum oft zu einem unzureichenden Platzangebot führte.
Bei einem Unfall auf der Bahnstrecke Berlin–Dresden in der DDR erlitt der Zug mit den Triebwagen M 495.002 und M 495.010 im Jahr 1963 einen Totalschaden. Als Ersatz erhielt die ČSD einen baugleichen Zug der DR, der die Nummern M 295.201 und M 295.202 erhielt.
Im Jahr 1965 änderten die ČSD ihr Nummernschema. Jeder Triebkopf erhielt jetzt eine eigene Nummer. Die neue Bezeichnung lautete deshalb nun M 295.0.
Die Fahrzeuge der Bauart Ganz hatten schlechte Laufeigenschaften, was einige Male zu Entgleisungen führte. Drei Maschinenwagen fingen während des Einsatzes Feuer und brannten während der Fahrt ab. Weiterhin waren die Fahrzeuge schwierig zu unterhalten und deshalb in der Werkstatt unbeliebt. Aus dem Grund wurden die Triebzüge nach Erscheinen der ČSD-Baureihe M 498.0 rasch aus dem Verkehr gezogen. 1968 wurden die letzten Fahrzeuge aus der Unterhaltung genommen.
Von den Fahrzeugen der ČSD blieb kein Zug erhalten.